# فيكتور خريستينكو
فيكتور بوريسوفيتش خريستينكو (بالروسية: Виктор Борисович Христенко) (من مواليد 28 أغسطس 1957) هو سياسي روسي كان رئيس مجلس إدارة اللجنة الاقتصادية الأوراسية من 1 فبراير 2012 إلى 1 فبراير 2016. وكان النائب الأول لرئيس وزراء روسيا من 31 مايو 1999-10 يناير 2000 وزيرا للصناعة من 9 مارس 2004 حتى 31 يناير 2012.

## النشأة
ولد خريستينكو في تشيليابنسك في 28 أغسطس 1957. تخرج خريستينكو في عام 1979 من معهد تشيليابينسك للهندسة الميكانيكية وتخصصت في إدارة البناء والاقتصاد. في عام 1983، أكمل ترشيحه للعلوم في الإدارة في معهد موسكو للإدارة. أقر خريستينكو بتأثير جورجي شيدروفيتسكي في مقاربته للإدارة. ساهم بثلاثة فصول في كتاب "المدرسة المنهجية للإدارة"، وهو كتاب يستند إلى أعمال دائرة موسكو المنهجية لشيدروفيتسكي وخلفائها.

## مسيرته السياسية
في عام 1998، تم تعيين فيكتور خريستينكو نائبًا لرئيس الوزراء للاقتصاد والمالية في حكومة سيرجي كيرينكو. وُصف بأنه "إصلاحي غير معروف"، وقد لفت تعيينه بعض الاهتمام حيث كان يُنظر إليه على أنه إشارة نحو الإصلاح الاقتصادي في ظل رئاسة يلتسين. ومع ذلك، لم ينج من التعديل الحكومي في عهد رئيس الوزراء التالي بريماكوف. من عام 1999 حتى أوائل عام 2000، تم تعيينه في الحكومة الأولى لفلاديمير بوتين في منصب النائب الأول لرئيس الوزراء.
في فبراير 2004، عمل خريستينكو لفترة وجيزة كرئيس وزراء بالوكالة لروسيا، عندما أقال الرئيس فلاديمير بوتين رئيس الوزراء ميخائيل كاسيانوف في 24 فبراير 2004.
وُصِف خريستينكو بأنه "تكنوقراطي إصلاحي واسع النطاق"، أظهر "ولاءًا ممزوجًا بحذر شديد"، على عكس رئيس الوزراء المنتهية ولايته الذي "اختلف علنًا مع بوتين عدة مرات، منتقدًا التحقيقات الجنائية مع مالكي شركة يوكوس. وصفت صحيفة واشنطن بوست كاسيانوف بأنه «أقوى حليف للشركات الكبرى المتبقية في الحكومة الروسية». تمت ترقية خريستينكو، من نائب رئيس الوزراء إلى منصب رئيس الوزراء بالإنابة. وعلق بوتين بأن عزل كاسيانوف لا علاقة له بنتائج أنشطة الحكومة، التي وصفها بالإيجابية، لكنها كانت ناجمة عن ضرورة تأكيد موقفه مرة أخرى، والذي من شأنه أن يوجه تطور البلاد بعد 14 مارس 2004.
قبل أسبوعين من الانتخابات الرئاسية 2004، رشح بوتين ميخائيل فرادكوف لمنصب رئيس الوزراء المقبل، وبعد أربعة أيام أكده مجلس الدوما. في 9 مارس 2004، تم تعيين خريستينكو وزيراً للصناعة والتجارة بدلاً من ذلك، وهو المنصب الذي شغله حتى 31 يناير 2012.